# Tepec
Tepec es una localidad del estado mexicano de Jalisco. Es parte del municipio de Amacueca.

## Toponimia
El nombre «Tepec» proviene de los términos en náhuatl: tepetl, cerro; co, lugar. Su significado es «En el cerro».

## Demografía
| Gráfica de evolución demográfica |
|                                  |

| Censo | Población |
| ----- | --------- |
| 1900  | 1 316     |
| 1910  | 1 290     |
| 1921  | 1 171     |
| 1930  | 1 047     |
| 1940  | 1 128     |
| 1950  | 1 106     |
| 1960  | 1 134     |
| 1970  | 1 108     |
| 1980  | 1 294     |
| 1990  | 1 573     |
| 2000  | 1 708     |
| 2010  | 1 900     |
| 2020  | 2 033     |